# Алфред Чок
Алфред Ернест Чок (енгл. Alfred Chalk), Пластоу, Западни Сасекс, 27. новембар 1874 — Бриџ, 1954) је бивши британски аматерски фудбалер.
Био је играч Аптон парка из Лондона када је национални олимпијски комитет одлучио да клуб учествује на олимпијском фудбалском турниру 1900. у Паризу. Одиграли су само једну утакмицу против француске екипе УСФСА, коју су добили са 4 : 0 и освојила прво место.
Овај турнир је сматран демонстрационим, али га је накнадно МОК признао као први фудбалски турнир на олимпијским играма и ретроактивно поделио медаље. Уједињено Краљевство је тако освајањем првог места освојило и златну медаљу, прву у историји Олимпијског фудбалског турнира и историји фудбалског спорта у Уједињеном Краљевству. ФИФА и даље сматра овај турнир као демонстрациони.